# Francesc Alegre
Francesc Alegre i de Llobera (Barcelona, mitjan segle xv — Barcelona, 1508/1511) fou un humanista català, considerat el darrer representant de l'humanisme català a Barcelona.
Nascut d'una família de mercaders de Barcelona, l'any 1492 aconseguí el títol de ciutadà honrat. Fou nomenat cònsol a Palerm el 1479 i entre els anys 1482 i 1489. També ocupà càrrecs del Consell de Cent de Barcelona.
Es conserven quatre obres originals seves, més una altra anònima atribuïda, pertanyents al gènere al·legoricosentimental, d'estructura retòrica i escrites sota la influència dels italians i, a través d'ells, dels clàssics llatins. També fou traductor de Les metamorfosis d'Ovidi, que titulà Transformacions, i dels Commentarii tres de Primo bello Punico de Leonardo Bruni.

## Obres
Obres originals
- Somni recitant lo procés d'una qüestió enamorada[4]
- Raonament[4]
- Sermó d'Amor[4]
- Requesta d'Amor recitant una alteració entre la voluntat i la raó[4]

Traduccions
- La primera guerra púnica (1472), traducció dels Commentarii tres de Primo bello Punico de Leonardo Bruni.[4]
- Los quinze llibres de transformacions del poeta Ovidi (1494), traducció de les Metamorfosis d'Ovidi, dedicat a Joana la Boja.[5][6][7]

Atribuïdes
- Faula de les amors de Neptuno i Diana[4]